# Ibergeregg
Ibergeregg är ett bergspass i Schweiz.   Det ligger i distriktet Bezirk Schwyz och kantonen Schwyz, i den centrala delen av landet, 100 km öster om huvudstaden Bern. Ibergeregg ligger 1 406 meter över havet.